# Hypenodes turfosalis
Hypenodes turfosalis là một loài bướm đêm trong họ Erebidae.